# رادوفان ماركوفيتش
رادوفان ماركوفيتش مواليد 11 مارس 1982 في بلغراد، جمهورية يوغوسلافيا الاشتراكية الاتحادية، هو لاعب كرة سلة صربي. بدأ مسيرته الاحترافية في سنة 2000. يلعب في الدوري الروماني لكرة السلة. يحمل الرقم 7. يبلغ طوله 6 قدم 5 بوصة (2.0 م).

## المسيرة الاحترافية
لعب مع تليكوم باسكتس بون في الدوري الألماني في موسم 2004–2005، ثم لعب مع نادي رادنيتشكي كراغوييفاتس لكرة السلة من سنة 2005 إلى 2009، ثم لعب مع تايغرز توبينغن في الدوري الألماني في موسم 2010–2011، ثم لعب مع نادي أوراديا لكرة السلة من سنة 2013 إلى 2016.

## روابط خارجية
- رادوفان ماركوفيتش على موقع كرة السلة الأوروبية.كوم (الإنجليزية)
- رادوفان ماركوفيتش على موقع ريلجم (الإنجليزية)
- رادوفان ماركوفيتش على موقع بروبوليرز (الإنجليزية)